# Campeonato Paulista de Futebol de 2021 - Série A3
A Série A3 do Campeonato Paulista de 2021 foi a 68.ª edição desta competição futebolística organizada pela Federação Paulista de Futebol.
O título desta edição ficou com o Linense, que se classificou na quinta posição; contudo, seguiu na fase eliminatória superando São José, Nacional e Primavera. Este também garantiu o acesso para a segunda divisão de 2022. O feito significou o segundo título do Linense na história desta competição.
As duas vagas de rebaixamento ficaram com Batatais e Penapolense. O primeiro sofreu com dificuldades financeiras e retornou ao quarto nível do futebol de São Paulo após doze anos entre o segundo e terceiro escalão. Por outro lado, o clube de Penápolis completou uma série de quedas desde que alcançou a semifinal da Série A1 de 2014.

## Formato e participantes
O regulamento da Série A2 do Campeonato Paulista permaneceu o mesmo do ano anterior: as dezesseis agremiações participantes se enfrentaram em turno único. Após quinze rodadas, os dois últimos colocados foram rebaixados para a quarta divisão, enquanto os oito primeiros se qualificaram para as quartas de final.
Além das doze agremiações que permaneceram no escalão na temporada anterior, a edição foi disputada por quatro novos integrantes. Penapolense e Votuporanguense foram desqualificados do segundo escalão, enquanto Bandeirante e São José conseguiram o acesso do quarto.
A edição também ficou marcada pela transmissão gratuita de jogos pelo Paulistão Play, uma plataforma online que exibiu as partidas.
| Equipe            | Cidade                | Estádio                      | Participações | Títulos               | Ref.   |
| ----------------- | --------------------- | ---------------------------- | ------------- | --------------------- | ------ |
| Bandeirante       | Birigui               | Pedro Marin Berbel           | 20            | —                     | [ 12 ] |
| Barretos          | Barretos              | Antônio Gomes Martins        | 16            | —                     | [ 12 ] |
| Batatais          | Batatais              | Oswaldo Scatena              | 18            | —                     | [ 12 ] |
| Capivariano       | Capivari              | Arena Capivari               | 13            | 1 (1984)              | [ 12 ] |
| Comercial         | Ribeirão Preto        | Francisco de Palma Travassos | 5             | —                     | [ 12 ] |
| Desportivo Brasil | Porto Feliz           | Ernesto Rocco                | 4             | —                     | [ 12 ] |
| Linense           | Lins                  | Gilberto Siqueira Lopes      | 13            | 1 (1977)              | [ 12 ] |
| Marília           | Marília               | Bento de Abreu               | 9             | —                     | [ 12 ] |
| Nacional-SP       | São Paulo             | Nicolau Alayon               | 12            | 3 (1994, 2000 e 2017) | [ 12 ] |
| Noroeste          | Bauru                 | Alfredo de Castilho          | 12            | 1 (1995)              | [ 12 ] |
| Olímpia           | Olímpia               | Maria Tereza Breda           | 30            | 1 (2007)              | [ 12 ] |
| Penapolense       | Penápolis             | Tenente Carriço              | 25            | 1 (2011)              | [ 12 ] |
| Primavera         | Indaiatuba            | Ítalo Mário Limongi          | 19            | —                     | [ 12 ] |
| Rio Preto         | São José do Rio Preto | Anísio Haddad                | 16            | 2 (1963 e 1999)       | [ 12 ] |
| São José-SP       | São José dos Campos   | Martins Pereira              | 6             | 1 (1965)              | [ 12 ] |
| Votuporanguense   | Votuporanga           | Plínio Marin                 | 3             | —                     | [ 12 ] |

## Resultados

### Primeira fase
- Barretos, São José e Votuporanguense empataram no número de pontos. O posicionamento final foi determinado pelos critérios de desempate, o número de vitórias e o saldo de gols.
- Marília e Primavera empataram no número de pontos. O posicionamento final foi determinado pelos critérios de desempate, o saldo de gols.
- Bandeirante e Comercial empataram no número de pontos. O posicionamento final foi determinado pelos critérios de desempate, o número de vitórias.
- Fonte: ge

### Fases finais
|  | Quartas de final | Quartas de final | Quartas de final | Quartas de final |   |           | Semifinais     | Semifinais     | Semifinais     | Semifinais     |  |           | Final           | Final           | Final           | Final           |  |  |
|  | 28 e 31 de maio  | 28 e 31 de maio  | 28 e 31 de maio  | 28 e 31 de maio  |   |           | 3 e 6 de junho | 3 e 6 de junho | 3 e 6 de junho | 3 e 6 de junho |  |           | 9 e 12 de junho | 9 e 12 de junho | 9 e 12 de junho | 9 e 12 de junho |  |  |
|  |                  |                  |                  |                  |   |           |                |                |                |                |  |           |                 |                 |                 |                 |  |  |
|  | Primavera        | 2                | 1                | 3                |   |           |                |                |                |                |  |           |                 |                 |                 |                 |  |  |
|  | Barretos         | 1                | 1                | 2                |   |           |                |                |                |                |  |           |                 |                 |                 |                 |  |  |
|  | Barretos         | 1                | 1                | 2                |   | Primavera | 2              | 1              | 3              |                |  |           |                 |                 |                 |                 |  |  |
|  |                  |                  |                  |                  |   | Primavera | 2              | 1              | 3              |                |  |           |                 |                 |                 |                 |  |  |
|  |                  | Votuporanguense  | 2                | 0                | 2 |           |                |                |                |                |  |           |                 |                 |                 |                 |  |  |
|  | Marília          | Votuporanguense  | 2                | 0                | 2 | 0         | 1              | 1              |                |                |  |           |                 |                 |                 |                 |  |  |
|  | Marília          |                  |                  |                  |   | 0         | 1              | 1              |                |                |  |           |                 |                 |                 |                 |  |  |
|  | Votuporanguense  | 2                | 2                | 4                |   |           |                |                |                |                |  |           |                 |                 |                 |                 |  |  |
|  | Votuporanguense  | 2                | 2                | 4                |   |           |                |                |                |                |  | Primavera | 0               | 0               | 0               |                 |  |  |
|  |                  |                  |                  |                  |   |           |                |                |                |                |  | Primavera | 0               | 0               | 0               |                 |  |  |
|  |                  | Linense          | 0                | 1                | 1 |           |                |                |                |                |  |           |                 |                 |                 |                 |  |  |
|  | Linense          | Linense          | 0                | 1                | 1 | 0         | 3              | 3              |                |                |  |           |                 |                 |                 |                 |  |  |
|  | Linense          |                  |                  |                  |   | 0         | 3              | 3              |                |                |  |           |                 |                 |                 |                 |  |  |
|  | São José-SP      | 1                | 1                | 2                |   |           |                |                |                |                |  |           |                 |                 |                 |                 |  |  |
|  | São José-SP      | 1                | 1                | 2                |   | Linense   | 0              | 1              | 1              |                |  |           |                 |                 |                 |                 |  |  |
|  |                  |                  |                  |                  |   | Linense   | 0              | 1              | 1              |                |  |           |                 |                 |                 |                 |  |  |
|  |                  | Nacional-SP      | 0                | 0                | 0 |           |                |                |                |                |  |           |                 |                 |                 |                 |  |  |
|  | Nacional-SP      | Nacional-SP      | 0                | 0                | 0 | 2         | 1              | 3              |                |                |  |           |                 |                 |                 |                 |  |  |
|  | Nacional-SP      |                  |                  |                  |   | 2         | 1              | 3              |                |                |  |           |                 |                 |                 |                 |  |  |
|  | Noroeste         | 0                | 0                | 0                |   |           |                |                |                |                |  |           |                 |                 |                 |                 |  |  |

- Em itálico, os clubes que possuem o mando de jogo no confronto. Em negrito, os vencedores.
- Este chaveamento foi adaptado para uma melhor visualização.
- Fonte: ge